# سخنگو
سخنگو، به فردی گفته می‌شود که جهت اطلاع‌رسانی و پاسخ به پرسش‌های رسانه‌ها و افکار عمومی از طرف تشکل متبوع خود انتخاب می‌شود. در دنیای رسانه‌ای امروز سخنگویان نقش مهمی در اطلاع‌رسانی و پاسخ به پرسش‌های مطرح در افکار عمومی دارند. معمولاً سخنگویان دولت، مهم‌ترین سخنگویان در هر کشور محسوب می‌شوند که به نمایندگی از هیئت دولت در برابر رسانه‌ها به پاسخ‌گویی می‌پردازند.